# Sharon Bruneau
Sharon Leigh Bruneau (ur. 1 lutego 1964 r. w Timmins w prowincji Ontario, Kanada) – kanadyjska kulturystka, okazjonalnie aktorka i statystka. Uprawia także fitness. Jest frankokanadyjską Metyską.
Karierę rozpoczęła jako modelka. Sportowi kulturystycznemu dała się zasłużyć jako jedna z najpopularniejszych zawodniczek kobiecych w tej dziedzinie.

## Wybrane osiągnięcia w kulturystyce
- 1991:
  - North American Championships – federacja IFBB – I m-ce
  - North American Championships – fed. IFBB – całkowita zwyciężczyni
- 1992:
  - Ms. International – IV m-ce
  - Ms. Olympia – fed. IFBB – XI m-ce
- 1993:
  - Ms. International – VII m-ce
  - Ms. Olympia – fed. IFBB – X m-ce
- 1994:
  - Ms. International – VI m-ce
  - Ms. Olympia – fed. IFBB – XVI m-ce
- 1995:
  - Fitness Olympia – XI m-ce